# Akodon cursor
Akodon cursor là một loài động vật có vú trong họ Cricetidae, bộ Gặm nhấm. Loài này được Winge mô tả năm 1887.